# Chipstable
Chipstable – wieś w Anglii, w hrabstwie Somerset, w dystrykcie (unitary authority) Somerset. Leży 72 km na południowy zachód od miasta Bristol i 232 km na zachód od Londynu. W 2002 miejscowość liczyła 253 mieszkańców.